# Массенжи-ле-Семюр
Массенжи́-ле-Семю́р (фр. Massingy-lès-Semur) — коммуна во Франции, находится в регионе Бургундия. Департамент коммуны — Кот-д’Ор. Входит в состав кантона Семюр-ан-Осуа. Округ коммуны — Монбар.
Код INSEE коммуны — 21394.

## Население
Население коммуны на 2010 год составляло 193 человека.
| 1962 | 1968 | 1975 | 1982 | 1990 | 1999 | 2010 |
| ---- | ---- | ---- | ---- | ---- | ---- | ---- |
| 118  | 92   | 88   | 90   | 120  | 168  | 193  |

## Экономика
В 2010 году среди 128 человек трудоспособного возраста (15—64 лет) 96 были экономически активными, 32 — неактивными (показатель активности — 75,0 %, в 1999 году было 72,3 %). Из 96 активных жителей работали 84 человека (40 мужчин и 44 женщины), безработных было 12 (5 мужчин и 7 женщин). Среди 32 неактивных 10 человек были учениками или студентами, 18 — пенсионерами, 4 были неактивными по другим причинам.